# Стоян Георгиев (журналист)
Вижте пояснителната страница за други личности с името Стоян Георгиев.
Стоян Георгиев е български разследващ журналист. По-малък брат е на журналистката Анна Цолова.

## Биография
Роден е в Плевен. Завършва английската гимназия в родния си град, после счетоводство и контрол в УНСС и след това магистратура по електронни медии в Софийския университет. Специализира кинематография в Met Film School в Лондон.
От 2002 до 2007 г. работи във вестник „168 часа“. През този период участва в разследвания за корупция, злоупотреба с публични средства и много други.
През 2007 г. става част екипа на bTV. Първият му репортаж е мащабно разследване под прикритие, с което се пресича канал за трафик на антики от България към Великобритания, а изобличените трафиканти са осъдени.
Сред репортерските му находки са и разследването на офшорките на Британските острови и подставените лица, представени за инвеститори в България, „гнилите ябълки“ в съдебната система, злоупотребите с обществени поръчки на общински съветници и ДАНС, схемите с имотни измами в България и много други.
За да разследва отношението на учениците към учителите, 31-годишният журналист за кратко е учител по английски език в София през 2008 г.

## Награди
Стоян Георгиев е носител на отличието за разследваща журналистика на фондация „Радостина Константинова“ за 2014 г. и 2017 г., както и на наградата на българския омбудсман за журналисти, които чрез своята работа допринасят за разкриването на прояви на лоша администрация или нарушения на правата на гражданите от държавни и общински органи.